# سهم الماء النجيلي
سهمية نجيلية (الاسم العلمي:Sagittaria graminea) هي نوع من النباتات تتبع جنس السهمية من الفصيلة المزمارية.